# Lúcio Freitas Silva
Lúcio Freitas Silva (24 de enero de 1970) es un deportista brasileño que compitió en taekwondo.
Ganó una medalla de bronce en el Campeonato Mundial de Taekwondo de 1995, y dos medallas de plata en el Campeonato Panamericano de Taekwondo en los años 1990 y 1994. En los Juegos Panamericanos consiguió dos medallas de plata en los años 1991 y 1995.

## Palmarés internacional
| Campeonato Mundial      | Campeonato Mundial        | Campeonato Mundial | Campeonato Mundial |
| Año                     | Lugar                     | Medalla            | Categoría          |
| ----------------------- | ------------------------- | ------------------ | ------------------ |
| 1995                    | Manila (Filipinas)        | Medalla de bronce  | +83 kg             |
| Juegos Panamericanos    |                           |                    |                    |
| Año                     | Lugar                     | Medalla            | Categoría          |
| 1991                    | La Habana (Cuba)          | Medalla de plata   | +83 kg             |
| 1995                    | Mar del Plata (Argentina) | Medalla de plata   | +83 kg             |
| Campeonato Panamericano |                           |                    |                    |
| Año                     | Lugar                     | Medalla            | Categoría          |
| 1990                    | Bayamón (Puerto Rico)     | Medalla de plata   | +83 kg             |
| 1994                    | Heredia (Costa Rica)      | Medalla de plata   | +83 kg             |